# オリエンタルラジオのマンガアニメの日
『オリエンタルラジオのマンガアニメの日』（オリエンタルラジオのマンガアニメのひ）は、「Yahoo!バラエティ」内の「よしもとオンライン」で生配信していた、漫画とアニメを主題とした番組である。2010年10月22日に番組タイトルを『オリエンタルラジオのマンガの日』から『オリエンタルラジオのマンガアニメの日』に変更した。

## 出演者
MC
- オリエンタルラジオ
  - 中田敦彦
  - 藤森慎吾

アシスタント
- 久嬢由起子（2008年12月22日 - ）

## 放送時間
- 生配信 - 毎週金曜 22:00～23:30
- リピート配信 - 翌日 12:00～13:30
- アーカイブ配信 - 1週間後（配信開始時点から3か月後まで視聴可能）

## コーナー
4コマ漫画描いてきました〜！
2009年9月11日より開始。お題をもらってオリラジとゲスト芸人が4コマ漫画を描いてくる。
マンガ家生態調査
2009年3月30日より開始。マンガ家を招いて作品や仕事からプライベートまで調査する。

### 今週の一冊
2008年12月22日より開始。制限時間5分でオリラジとゲスト芸人がオススメ漫画を紹介する。
| 2008年作品リスト | 2008年作品リスト | 2008年作品リスト             | 2008年作品リスト |
| 日時             | 取り上げた作品   | 作品原作者                   | 紹介者           |
| ---------------- | ---------------- | ---------------------------- | ---------------- |
| 2008年12月22日   | イムリ           | 三宅乱丈                     | 中田             |
| 2008年12月22日   | ドロップ         | 品川ヒロシ 鈴木大 髙橋ヒロシ | 藤森             |

| 2009年作品リスト | 2009年作品リスト                      | 2009年作品リスト           | 2009年作品リスト                               |
| 日時             | 取り上げた作品                        | 作品原作者                 | 紹介者                                         |
| ---------------- | ------------------------------------- | -------------------------- | ---------------------------------------------- |
| 2009年1月12日    | 3月のライオン                         | 羽海野チカ                 | 中田                                           |
| 2009年1月12日    | すんドめ                              | 岡田和人                   | 藤森                                           |
| 2009年1月12日    | 君はボクのもの                        | 太田早紀                   | 久嬢                                           |
| 2009年1月19日    | ベルセルク                            | 三浦建太郎                 | 中田                                           |
| 2009年1月19日    | TOUGH                                 | 猿渡哲也                   | 藤森                                           |
| 2009年1月19日    | 花より男子                            | 神尾葉子                   | 久嬢                                           |
| 2009年1月26日    | とめはねっ! 鈴里高校書道部            | 河合克敏                   | 中田                                           |
| 2009年1月26日    | 土竜の唄                              | 高橋のぼる                 | 藤森                                           |
| 2009年1月26日    | その男、ワガママにつき                | 酒井美羽                   | 久嬢                                           |
| 2009年2月2日     | ドロヘドロ                            | 林田球                     | 中田                                           |
| 2009年2月2日     | 覇-LORD-                              | 武論尊 池上遼一            | 藤森                                           |
| 2009年2月2日     | 僕は妹に恋をする                      | 青木琴美                   | 久嬢                                           |
| 2009年2月9日     | 銭ゲバ                                | ジョージ秋山               | 中田                                           |
| 2009年2月9日     | 黒執事                                | 枢やな                     | 藤森                                           |
| 2009年2月9日     | 掛け値ナシのLOVE取引                  | 水波風南                   | 久嬢                                           |
| 2009年2月23日    | SOIL                                  | カネコアツシ               | 中田                                           |
| 2009年2月23日    | カジテツ王子                          | 向浦宏和                   | 藤森                                           |
| 2009年2月23日    | 天使なんかじゃない                    | 矢沢あい                   | 久嬢                                           |
| 2009年3月2日     | ZERO                                  | 松本大洋                   | 中田                                           |
| 2009年3月2日     | 鬼龍院冴子探偵事務所                  | 三上龍哉                   | 藤森                                           |
| 2009年3月2日     | イタズラなKiss                        | 多田かおる                 | 久嬢                                           |
| 2009年3月16日    | ヘウレーカ                            | 岩明均                     | 中田                                           |
| 2009年3月16日    | 吉田家のちすじ                        | 中島守男                   | 藤森                                           |
| 2009年3月16日    | 快感・フレーズ                        | 新條まゆ                   | 久嬢                                           |
| 2009年3月23日    | GIANT KILLING                         | 綱本将也 ツジトモ          | 中田                                           |
| 2009年3月23日    | SOAPのMOKOちゃん                      | 久寿川なるお               | 藤森                                           |
| 2009年3月23日    | 彼氏彼女の事情                        | 津田雅美                   | 久嬢                                           |
| 2009年4月6日     | デカスロン                            | 山田芳裕                   | 中田                                           |
| 2009年4月6日     | 俺はまだ本気出してないだけ            | 青野春秋                   | 藤森                                           |
| 2009年4月6日     | スキップ・ビート!                     | 仲村佳樹                   | 久嬢                                           |
| 2009年4月13日    | おろち                                | 楳図かずお                 | 中田                                           |
| 2009年4月13日    | 毎月父さん                            | ヒラマツ・ミノル           | 藤森                                           |
| 2009年4月13日    | 恋愛カタログ                          | 永田正実                   | 久嬢                                           |
| 2009年4月20日    | ギャラクシー銀座                      | 長尾謙一郎                 | 中田                                           |
| 2009年4月20日    | モテキ                                | 久保ミツロウ               | 藤森                                           |
| 2009年4月20日    | ときめきトゥナイト                    | 池野恋                     | 久嬢                                           |
| 2009年4月27日    | ガラスの仮面                          | 美内すずえ                 | 中田                                           |
| 2009年4月27日    | 赤ちゃんと僕                          | 羅川真里茂                 | 藤森                                           |
| 2009年4月27日    | 花ざかりの君たちへ                    | 中条比紗也                 | 久嬢                                           |
| 2009年5月11日    | とろける鉄工所                        | 野村宗弘                   | 中田                                           |
| 2009年5月11日    | 寄性獣医・鈴音                        | 春輝                       | 藤森                                           |
| 2009年5月11日    | フルーツバスケット                    | 高屋奈月                   | 久嬢                                           |
| 2009年5月18日    | 僕の小規模な生活                      | 福満しげゆき               | 中田                                           |
| 2009年5月18日    | MOTEL                                 | 岡田ユキオ                 | 藤森                                           |
| 2009年5月18日    | そんな声だしちゃイヤ!                 | しがの夷織                 | 久嬢                                           |
| 2009年5月25日    | べしゃり暮らし                        | 森田まさのり               | 中田                                           |
| 2009年5月25日    | GANTZ                                 | 奥浩哉                     | 藤森                                           |
| 2009年5月25日    | いぬばか                              | 桜木雪弥                   | 久嬢                                           |
| 2009年6月5日     | サムライソルジャー                    | 山本隆一郎                 | 藤森                                           |
| 2009年6月5日     | パフェちっく!                         | ななじ眺                   | 久嬢                                           |
| 2009年6月5日     | 高校球児ザワさん                      | 三島衛里子                 | 中田                                           |
| 2009年6月12日    | ナナとカオル                          | 甘詰留太                   | 藤森                                           |
| 2009年6月12日    | 都立水商!                             | 猪熊しのぶ                 | 久嬢                                           |
| 2009年6月12日    | バクマン。                            | 大場つぐみ 小畑健          | 中田                                           |
| 2009年6月19日    | セルフ                                | 朔ユキ蔵                   | 藤森                                           |
| 2009年6月19日    | ラブ★コン                             | 中原アヤ                   | 久嬢                                           |
| 2009年6月19日    | 北斗の拳                              | 武論尊 原哲夫              | 白井鉄也(チーモンチョーチュウ)                 |
| 2009年6月19日    | かむろば村へ                          | いがらしみきお             | 中田                                           |
| 2009年6月26日    | 新世紀エヴァンゲリオン                | 貞本義行 ガイナックス      | 藤森 久嬢 中田                                 |
| 2009年7月3日     | 熟恋（うれこい）                      | ロドリゲス井之介           | 藤森                                           |
| 2009年7月3日     | 花になれっ!                           | 宮城理子                   | 久嬢                                           |
| 2009年7月3日     | 疾風伝説 特攻の拓                     | 佐木飛朗斗 所十三          | 安達健太郎(カナリア)                           |
| 2009年7月3日     | お茶にごす。                          | 西森博之                   | 中田                                           |
| 2009年7月10日    | モートリ 妄想の砦                     | 葉月京                     | 藤森                                           |
| 2009年7月10日    | 華麗なる食卓                          | ふなつ一輝                 | 中田                                           |
| 2009年7月17日    | おはにゅ〜 -女子アナパラダイス-       | 小林拓己                   | 藤森                                           |
| 2009年7月17日    | おいしい関係                          | 槇村さとる                 | 久嬢                                           |
| 2009年7月17日    | NBA STORY                             | 高岩ヨシヒロ               | 松尾アンダーグラウンド(チョコレートプラネット) |
| 2009年7月17日    | 孤高の人                              | 坂本眞一                   | 長田庄平(チョコレートプラネット)               |
| 2009年7月17日    | アオイホノオ                          | 島本和彦                   | 中田                                           |
| 2009年7月24日    | タフ外伝 OTON                         | 猿渡哲也                   | 藤森                                           |
| 2009年7月24日    | 有閑倶楽部                            | 一条ゆかり                 | 久嬢                                           |
| 2009年7月24日    | 南瓜とマヨネーズ                      | 魚喃キリコ                 | 竹内健人(ミルククラウン)                       |
| 2009年7月24日    | キャプテン翼                          | 高橋陽一                   | ジェントル(ミルククラウン)                     |
| 2009年7月24日    | 東京怪童                              | 望月峯太郎                 | 中田                                           |
| 2009年7月31日    | クローズ外伝 リンダリンダ             | ゆうはじめ 高橋ヒロシ      | 藤森                                           |
| 2009年7月31日    | こどものおもちゃ                      | 小花美穂                   | 久嬢                                           |
| 2009年7月31日    | 金田一少年の事件簿                    | さとうふみや 金成陽三郎    | 房野史典(ブロードキャスト)                     |
| 2009年7月31日    | ラフ                                  | あだち充                   | 吉村憲二(ブロードキャスト)                     |
| 2009年7月31日    | 青（オールー）                        | 羽生生純                   | 中田                                           |
| 2009年8月7日     | リーマンギャンブラーマウス 女体地獄編 | 高橋のぼる                 | 藤森                                           |
| 2009年8月7日     | 絶対彼氏。                            | 渡瀬悠宇                   | 久嬢                                           |
| 2009年8月7日     | モンキーターン                        | 河合克敏                   | 中須智一(ロシアンモンキー)                     |
| 2009年8月7日     | 告白 CONFESSION                       | かわぐちかいじ 福本伸行    | 川口清行(ロシアンモンキー)                     |
| 2009年8月7日     | ルサンチマン                          | 花沢健吾                   | 中田                                           |
| 2009年8月14日    | SOAPのMOKOちゃん                      | 久寿川なるお               | 藤森                                           |
| 2009年8月14日    | ヴァンパイア騎士                      | 樋野まつり                 | 久嬢                                           |
| 2009年8月14日    | 親父                                  | もりやまつる               | 安村昇剛(アームストロング)                     |
| 2009年8月14日    | 甲子園へ行こう!                       | 三田紀房                   | 栗山直人(アームストロング)                     |
| 2009年8月14日    | 放課後のカリスマ                      | スエカネクミコ             | 中田                                           |
| 2009年8月21日    | 破道の門                              | 東元俊也                   | 藤森                                           |
| 2009年8月21日    | GET LOVE!! フィールドの王子さま       | 池山田剛                   | 久嬢                                           |
| 2009年8月21日    | オールド・ボーイ                      | 土屋ガロン 嶺岸信明        | つよし(マキシマムパーパーサム)                 |
| 2009年8月21日    | 逆境ナイン                            | 島本和彦                   | 長澤喜稔(マキシマムパーパーサム)               |
| 2009年8月21日    | サマーウォーズ                        | 細田守 杉基イクラ 貞本義行 | 中田                                           |
| 2009年8月28日    | シマシマ                              | 山崎紗也夏                 | 藤森                                           |
| 2009年8月28日    | 桜蘭高校ホスト部                      | 葉鳥ビスコ                 | 久嬢                                           |
| 2009年8月28日    | 咲-Saki-                              | 小林立                     | 須藤敬志(トレンディエンジェル)                 |
| 2009年8月28日    | ミラクルジャイアンツ童夢くん          | 石ノ森章太郎               | 斉藤司(トレンディエンジェル)                   |
| 2009年8月28日    | 喧嘩商売                              | 木多康昭                   | 中田                                           |
| 2009年9月4日     | 変ゼミ                                | TAGRO                      | 藤森                                           |
| 2009年9月4日     | 執事とお嬢様                          | 三村まり                   | 久嬢                                           |
| 2009年9月4日     | 範馬刃牙                              | 板垣恵介                   | 硲陽平(イシバシハザマ)                         |
| 2009年9月4日     | ドテかぼちゃん                        | 古谷三敏                   | 石橋尊久(イシバシハザマ)                       |
| 2009年9月4日     | TOKYO TRIBE3                          | 井上三太                   | 中田                                           |
| 2009年9月11日    | 浮気な妻たち                          | 蝦名いくお                 | 藤森                                           |
| 2009年9月11日    | ヤマトナデシコ七変化♡                 | はやかわともこ             | 久嬢                                           |
| 2009年9月11日    | らき☆すた                             | 美水かがみ                 | 須藤謙太朗(大好物)                             |
| 2009年9月11日    | あずきちゃん                          | 秋元康 木村千歌            | なんしぃ(大好物)                               |
| 2009年9月11日    | 嘘喰い                                | 迫稔雄                     | 中田                                           |
| 2009年9月18日    | ダズハント                            | 筒井哲也                   | 藤森                                           |
| 2009年9月18日    | 僕の初恋をキミに捧ぐ                  | 青木琴美                   | 久嬢                                           |
| 2009年9月18日    | ジョジョの奇妙な冒険                  | 荒木飛呂彦                 | 横山きよし(ものいい)                           |
| 2009年9月18日    | RAINBOW-二舎六房の七人-               | 安部譲二 柿崎正澄          | 吉田サラダ(ものいい)                           |
| 2009年9月18日    | ホムンクルス                          | 山本英夫                   | 中田                                           |
| 2009年9月25日    | 賭博黙示録カイジ                      | 福本伸行                   | 藤森                                           |
| 2009年9月25日    | イジワルしないで!                     | 青木琴美                   | 久嬢                                           |
| 2009年9月25日    | Sillyなコダマ!!                       | 鈴菌カリオ                 | 大貫さん(タカダ・コーポレーション)             |
| 2009年9月25日    | 和田ラヂヲのここにいます              | 和田ラヂヲ                 | おやきtheつなちゃん(タカダ・コーポレーション)  |
| 2009年9月25日    | 自殺島                                | 森恒二                     | 中田                                           |
| 2009年10月2日    | ボクの番台さん                        | あずまゆき                 | 藤森                                           |
| 2009年10月2日    | ヘチマミルク                          | コナリミサト               | 久嬢                                           |
| 2009年10月2日    | さよなら群青                          | さそうあきら               | 中田                                           |
| 2009年10月9日    | パギャル!                             | 浜田ブリトニー             | 藤森                                           |
| 2009年10月9日    | きみはペット                          | 小川彌生                   | 久嬢                                           |
| 2009年10月9日    | ハゲしいな!桜井くん                   | 高倉あつこ                 | 秋本智仁(5GAP)                                 |
| 2009年10月9日    | シグルイ                              | 南條範夫 山口貴由          | 久保田賢治(5GAP)                               |
| 2009年10月9日    | 花とみつばち                          | 安野モヨコ                 | 中田                                           |
| 2009年10月16日   | GENTE〜リストランテの人々〜           | オノ・ナツメ               | 藤森                                           |
| 2009年10月16日   | サッカー少年ムサシ                    | たなかてつお               | 又吉直樹(ピース)                               |
| 2009年10月16日   | 機動旅団八福神                        | 福島聡                     | 中田                                           |
| 2009年10月23日   | のぼうの城                            | 和田竜 花咲アキラ          | 藤森                                           |
| 2009年10月23日   | 傷だらけの仁清                        | 猿渡哲也                   | 八十島弘行(2700)                               |
| 2009年10月23日   | 大東京トイボックス                    | うめ                       | 中田                                           |
| 2009年10月30日   | 足利アナーキー                        | 吉沢潤一                   | 藤森                                           |
| 2009年10月30日   | ナニワ金融道                          | 青木雄二                   | 遠山大輔(グランジ)                             |
| 2009年10月30日   | さくらの唄                            | 安達哲                     | 中田                                           |
| 2009年11月6日    | ケッチン                              | きらたかし                 | 藤森                                           |
| 2009年11月6日    | ジョジョの奇妙な冒険                  | 荒木飛呂彦                 | 蛭川慎太郎(インポッシブル)                     |
| 2009年11月6日    | ペット                                | 三宅乱丈                   | 中田                                           |
| 2009年11月13日   | 怨み屋本舗                            | 栗原正尚                   | 藤森                                           |
| 2009年11月13日   | 月下の棋士                            | 能條純一                   | 文田大介(囲碁将棋)                             |
| 2009年11月13日   | カリクラ―華倫変倶楽部                 | 華倫変                     | 中田                                           |
| 2009年11月20日   | オデッセイ                            | 史村翔 池上遼一            | 藤森                                           |
| 2009年11月20日   | エアマスター                          | 柴田ヨクサル               | 西島永悟(エリートヤンキー)                     |
| 2009年11月20日   | え!?絵が下手なのに漫画家に?           | 施川ユウキ                 | 中田                                           |
| 2009年11月27日   | 銀と金                                | 福本伸行                   | 藤森                                           |
| 2009年11月27日   | HUNTER×HUNTER                         | 冨樫義博                   | 野田クリスタル(マヂカルラブリー)               |
| 2009年11月27日   | 海岸列車                              | 室井大資                   | 中田                                           |
| 2009年12月4日    | そばもん ニッポン蕎麦行脚             | 山本おさむ                 | 藤森                                           |
| 2009年12月4日    | 魔界学園                              | 菊地秀行 細馬信一          | 福田恵悟(LLR)                                  |
| 2009年12月4日    | コジコジ                              | さくらももこ               | 中田                                           |
| 2009年12月11日   | LOST MAN                              | 草場道輝                   | 藤森                                           |
| 2009年12月11日   | キン肉マン                            | ゆでたまご                 | 若月徹(若月)                                   |
| 2009年12月11日   | 西荻夫婦                              | やまだないと               | 中田                                           |
| 2009年12月25日   | 白竜LEGEND                            | 天王寺大 渡辺みちお        | 藤森                                           |
| 2009年12月25日   | ブレイクダウン                        | さいとう・たかを           | 蛸あげ                                         |
| 2009年12月25日   | サンクチュアリ                        | 史村翔 池上遼一            | ガリバートンネル                               |
| 2009年12月25日   | ハチワンダイバー                      | 柴田ヨクサル               | フレンチブルドック                             |
| 2009年12月25日   | 名門!第三野球部                       | むつ利之                   | DH億                                           |
| 2009年12月25日   | 世にも奇妙な漫☆画太郎                 | 漫☆画太郎                  | メルヘン倶楽部                                 |
| 2009年12月25日   | 代紋TAKE2                             | 木内一雅 渡辺潤            | ブレーメン                                     |
| 2009年12月25日   | 惑星スタコラ                          | 加藤伸吉                   | 中田                                           |

| 2010年作品リスト | 2010年作品リスト             | 2010年作品リスト          | 2010年作品リスト                 |
| 日時             | 取り上げた作品               | 作品原作者                | 紹介者                           |
| ---------------- | ---------------------------- | ------------------------- | -------------------------------- |
| 2010年1月8日     | 健太やります!                | 満田拓也                  | 藤森                             |
| 2010年1月8日     | 帝王                         | 倉科遼 関口太郎           | 大江健次(こりゃめでてーな)       |
| 2010年1月8日     | 火の鳥                       | 手塚治虫                  | 中田                             |
| 2010年1月16日    | カノジョは嘘を愛しすぎてる   | 青木琴美                  | 藤森                             |
| 2010年1月16日    | タッチ                       | あだち充                  | ピクニック                       |
| 2010年1月16日    | あしたのジョー               | 高森朝雄 ちばてつや       | 本坊元児(ソラシド)               |
| 2010年1月16日    | 大奥                         | よしながふみ              | 中田                             |
| 2010年1月22日    | オジバディ                   | 末田雄一郎 はやせ淳       | 藤森                             |
| 2010年1月22日    | 編集王                       | 土田世紀                  | 熊谷岳大(ガリットチュウ)         |
| 2010年1月22日    | 星が原あおまんじゅうの森     | 岩岡ヒサエ                | 中田                             |
| 2010年1月29日    | みこすり半劇場 ぶっ飛び      | 岩谷テンホー              | 藤森                             |
| 2010年1月29日    | スーパードクターK            | 真船一雄                  | 藤本淳史(田畑藤本)               |
| 2010年1月29日    | テルマエ・ロマエ             | ヤマザキマリ              | 中田                             |
| 2010年2月5日     | ムダツモ無き改革             | 大和田秀樹                | 藤森                             |
| 2010年2月5日     | 湘南爆走族                   | 吉田聡                    | 綾部祐二(ピース)                 |
| 2010年2月5日     | 生活                         | 福満しげゆき              | 中田                             |
| 2010年2月12日    | kiss×sis                     | ぢたま(某)                | 藤森                             |
| 2010年2月12日    | 山田太郎ものがたり           | 森永あい                  | 松野浩介(初恋タロー)             |
| 2010年2月12日    | 虫と歌 市川春子作品集        | 市川春子                  | 中田                             |
| 2010年2月26日    | ささめきこと                 | いけだたかし              | 藤森                             |
| 2010年2月26日    | 君に届け                     | 椎名軽穂                  | 菅良太郎(パンサー)               |
| 2010年2月26日    | 雪の峠・剣の舞               | 岩明均                    | 中田                             |
| 2010年3月19日    | にこたま                     | 渡辺ペコ                  | 藤森                             |
| 2010年3月19日    | 竜童のシグ                   | 野口賢                    | 菊地浩輔(チーモンチョーチュウ)   |
| 2010年3月19日    | デビルマン                   | 永井豪 ダイナミックプロ   | 中田                             |
| 2010年4月2日     | 走馬灯株式会社               | 菅原敬太                  | 藤森                             |
| 2010年4月2日     | 魁!!男塾                     | 宮下あきら                | 重岡謙作(ラフ・コントロール)     |
| 2010年4月2日     | それでも町は廻っている       | 石黒正数                  | 中田                             |
| 2010年4月9日     | カイチュー!                  | 林佑樹                    | 藤森                             |
| 2010年4月9日     | 僕といっしょ                 | 古谷実                    | ボン溝黒(カナリア)               |
| 2010年4月9日     | ママはテンパリスト           | 東村アキコ                | 中田                             |
| 2010年4月16日    | セックスなんか興味ない       | きづきあきら サトウナンキ | 藤森                             |
| 2010年4月16日    | 男樹                         | 本宮ひろ志                | 栗山直人(アームストロング)       |
| 2010年4月16日    | 弱虫ペダル                   | 渡辺航                    | 中田                             |
| 2010年4月23日    | タッチアップ                 | 田澤拓也 盛田賢司         | 藤森                             |
| 2010年4月23日    | フルアヘッド!ココ            | 米原秀幸                  | ピクニック                       |
| 2010年4月23日    | ワイルドマウンテン           | 本秀康                    | 中田                             |
| 2010年5月7日     | 情熱のアレ                   | 花津ハナヨ                | 藤森                             |
| 2010年5月7日     | うちの3姉妹                  | 松本ぷりっつ              | おもしろ佐藤(御茶ノ水男子)       |
| 2010年5月7日     | 進撃の巨人                   | 諌山創                    | 中田                             |
| 2010年5月21日    | nude〜AV女優みひろ誕生物語〜 | みひろ オジロマコト       | 藤森                             |
| 2010年5月21日    | GIANT KILLING                | 綱本将也 ツジトモ         | 桑原尚希(クレオパトラ)           |
| 2010年5月21日    | 荒川アンダー ザ ブリッジ     | 中村光                    | 中田                             |
| 2010年5月28日    | トリコ                       | 島袋光年                  | 藤森                             |
| 2010年5月28日    | クッキングパパ               | うえやまとち              | 赤羽健一(ジューシーズ)           |
| 2010年5月28日    | Love,Hate,Love               | ヤマシタトモコ            | 中田                             |
| 2010年6月4日     | 告白                         | 木村まるみ 湊かなえ       | 藤森                             |
| 2010年6月4日     | 伊藤潤二の猫日記よん&むー    | 伊藤潤二                  | 長田庄平(チョコレートプラネット) |
| 2010年6月4日     | ボンボン坂高校演劇部         | 高橋ゆたか                | 中田                             |
| 2010年6月11日    | バチバチ                     | 佐藤タカヒロ              | 藤森                             |
| 2010年6月11日    | 花園メリーゴーランド         | 柏木ハルコ                | 関町知弘(ライス)                 |
| 2010年6月11日    | flat                         | 青桐ナツ                  | 中田                             |
| 2010年6月18日    | 7人のシェイクスピア          | ハロルド作石              | 藤森                             |
| 2010年6月18日    | オフサイド                   | 塀内夏子                  | あべこうじ                       |
| 2010年6月18日    | 必要とされなかった話         | 三友恒平                  | 中田                             |
| 2010年6月25日    | ばらかもん                   | ヨシノサツキ              | 藤森                             |
| 2010年6月25日    | 恐怖新聞                     | つのだじろう              | 石橋尊久(イシバシハザマ)         |
| 2010年6月25日    | MW                           | 手塚治虫                  | 中田                             |
| 2010年7月2日     | 岳                           | 石塚真一                  | 藤森                             |
| 2010年7月2日     | SLAM DUNK                    | 井上雄彦                  | 酒井デンペー(サカイスト)         |
| 2010年7月2日     | 謎の彼女X                    | 植芝理一                  | 中田                             |
| 2010年7月9日     | ブラック・ジョーク           | 田口雅之 小池倫太郎       | 藤森                             |
| 2010年7月9日     | 深夜食堂                     | 安倍夜郎                  | 吉田大吾(POISON GIRL BAND)       |
| 2010年7月9日     | ウツボラ                     | 中村明日美子              | 中田                             |
| 2010年7月16日    | ふわり!                      | 元町夏央                  | 藤森                             |
| 2010年7月16日    | 麻雀白虎隊 東                | 橋本俊二                  | 根建太一(囲碁将棋)               |
| 2010年7月16日    | Goofy                        | 根建飛鳥                  | 根建太一(囲碁将棋)               |
| 2010年7月23日    | ノ・ゾ・キ・ア・ナ           | 本名ワコウ                | 藤森                             |
| 2010年7月23日    | 孤独のグルメ                 | 久住昌之 谷口ジロー       | 植村朋弘(じゃぴょん)             |
| 2010年7月23日    | ディスコミュニケーション     | 植芝理一                  | 中田                             |
| 2010年8月6日     | SHIBUYA大戦争                | 小幡文生 俵家宗弖一       | 藤森                             |
| 2010年8月6日     | 大阪ハムレット               | 森下裕美                  | 関好江(ボルサリーノ)             |
| 2010年8月6日     | BUTTER!!!                    | ヤマシタトモコ            | 中田                             |
| 2010年8月13日    | 漂流ネットカフェ             | 押見修造                  | 藤森                             |
| 2010年8月13日    | 1・2の三四郎                 | 小林まこと                | ハチミツ二郎(東京ダイナマイト)   |
| 2010年8月13日    | シャカリキ!                  | 曽田正人                  | 中田                             |
| 2010年8月20日    | 関根くんの恋                 | 河内遥                    | 藤森                             |
| 2010年8月20日    | あしたのジョー               | ちばてつや 高森朝雄       | アキ(水玉れっぷう隊)             |
| 2010年8月20日    | カニバケツ                   | 芳谷圭児 小池一夫         | ケン(水玉れっぷう隊)             |
| 2010年8月20日    | 自虐の詩                     | 業田良家                  | 中田                             |
| 2010年8月27日    | なごみさん                   | 宮本福助                  | 藤森                             |
| 2010年8月27日    | コブラ                       | 寺沢武一                  | 川谷修士(2丁拳銃)                |
| 2010年8月27日    | おおきく振りかぶって         | ひぐちアサ                | 中田                             |
| 2010年9月3日     | 春道                         | 鈴木大                    | 藤森                             |
| 2010年9月3日     | プロレススーパースター列伝   | 原田久仁信 梶原一騎       | ユウキロック(ハリガネロック)     |
| 2010年9月3日     | のりりん                     | 鬼頭莫宏                  | 中田                             |
| 2010年9月10日    | 無修正学級カラレヤ           | 佐藤マコト                | 藤森                             |
| 2010年9月10日    | つるピカハゲ丸               | のむらしんぼ              | オジョー(上海ドール)             |
| 2010年9月10日    | 四畳半神話大系               | 森見登美彦                | 中田                             |
| 2010年9月17日    | ももえのひっぷ               | コージィ城倉              | 藤森                             |
| 2010年9月17日    | 頭文字D                      | しげの秀一                | 西森洋一(モンスターエンジン)     |
| 2010年9月17日    | シドニアの騎士               | 弐瓶勉                    | 中田                             |
| 2010年9月24日    | BECK                         | ハロルド作石              | 藤森                             |
| 2010年9月24日    | もう、俺ハエでいいや         | 大ハシ正ヤ                | 村田秀亮(とろサーモン)           |
| 2010年9月24日    | ウイちゃんがみえるもの       | 衿沢世衣子                | 中田                             |
| 2010年10月1日    | 大東京トイボックス           | うめ                      | 中田                             |
| 2010年10月8日    | アンダードッグ               | 壬生ロビン 橋本以蔵       | 藤森                             |
| 2010年10月8日    | 土星マンション               | 岩岡ヒサエ                | 中田                             |
| 2010年10月22日   | このSを、見よ! クピドの悪戯  | 北崎拓                    | 藤森                             |
| 2010年10月22日   | 志村貴子作品集 かわいい悪魔  | 志村貴子                  | 中田                             |
| 2010年10月29日   | 賭博堕天録カイジ 和也編      | 福本伸行                  | 藤森                             |
| 2010年10月29日   | シグルイ                     | 南條範夫 山口貴由         | 中田                             |
| 2010年11月5日    | いびつ                       | 岡田和人                  | 藤森                             |
| 2010年11月5日    | アベックパンチ               | タイム涼介                | 宮川英二(ボーイフレンド)         |
| 2010年11月5日    | のぼうの城(小説)             | 和田竜                    | 中田                             |
| 2010年11月12日   | 古代ローマ格闘暗獄譚 SIN     | 信濃川日出雄 義凡         | 藤森                             |
| 2010年11月12日   | I"s                          | 桂正和                    | 犬塚ユウダイ(ハンマミーヤ)       |
| 2010年11月12日   | ちょこらん                   | にしがきひろゆき          | 中田                             |
| 2010年11月19日   | 薄命少女                     | あらい・まりこ            | 藤森                             |
| 2010年11月19日   | 元祖!浦安鉄筋家族            | 浜岡賢次                  | 福徳秀介(ジャルジャル)           |
| 2010年11月19日   | アプリオリ・ゲーム           | 中園吉生                  | 中田                             |
| 2010年11月26日   | セツ                         | 木葉功一                  | 藤森                             |
| 2010年11月26日   | 桜通信                       | 遊人                      | 久松大士(少年感覚)               |
| 2010年11月26日   | 3月のライオン                | 羽海野チカ                | 中田                             |
| 2010年12月3日    | 動物のお医者さん             | 佐々木倫子                | 松浦志穂 (スパイク)              |
| 2010年12月10日   | オーミ先生の微熱             | 河内遙                    | 藤森                             |
| 2010年12月10日   | ネクタイとカマキリ           | アユヤマネ                | 藤森                             |
| 2010年12月10日   | PUNK                         | 長尾謙一郎                | 中田                             |
| 2010年12月17日   | ドリフターズ                 | 平野耕太                  | 藤森                             |
| 2010年12月17日   | 神様の言うとおり!            | 折原みと                  | 山崎恵（KBBY）                   |
| 2010年12月17日   | 星屑ニーナ                   | 福島聡                    | 中田                             |

### 話題のアニメ
2010年10月22日より開始。話題のアニメ・DVD作品の魅力を徹底分析する。
| 2010年作品リスト | 2010年作品リスト                 | 2010年作品リスト        | 2010年作品リスト  |
| 日時             | 取り上げた作品                   | 作品原作者              | ゲスト            |
| ---------------- | -------------------------------- | ----------------------- | ----------------- |
| 2010年10月22日   | デュラララ!!                     | 成田良悟 ヤスダスズヒト | 豊永利行 宮野真守 |
| 2010年10月29日   | 俺の妹がこんなに可愛いわけがない | 伏見つかさ かんざきひろ |                   |
| 2010年10月29日   | 海月姫                           | 東村アキコ              |                   |
| 2010年10月29日   | STAR DRIVER 輝きのタクト         | ボンズ                  |                   |
| 2010年10月29日   | それでも町は廻っている           | 石黒正数                |                   |
| 2010年10月29日   | 薄桜鬼 碧血録                    | オトメイト              |                   |

### コミック青田買い
2009年6月19日より開始。制限時間5分で出版社または作者がオススメ漫画を紹介する。
この漫画を読みたいと思った場合、一巻買いまたは全巻買いのどちらかの札を上げて判定する。
| 2009年作品リスト | 2009年作品リスト                      | 2009年作品リスト          | 2009年作品リスト       |
| 日時             | 取り上げた作品                        | 作品原作者                | 紹介者                 |
| ---------------- | ------------------------------------- | ------------------------- | ---------------------- |
| 2009年6月19日    | デトロイト・メタル・シティ            | 若杉公徳                  | 白泉社                 |
| 2009年7月17日    | 少年リーダム 〜友情・努力・勝利の詩〜 | 西村繁男 次原隆二         | 新潮社                 |
| 2009年7月24日    | TOUGH                                 | 猿渡哲也                  | 集英社                 |
| 2009年8月7日     | 黒子のバスケ                          | 藤巻忠俊                  | 集英社                 |
| 2009年8月14日    | 小料理ママ                            | 柿内ゆきち                | ゆきち先生             |
| 2009年8月28日    | 義風堂々 直江兼続 -前田慶次月語り-    | 原 哲夫 堀江信彦 武村勇治 | 新潮社                 |
| 2009年9月4日     | 鳥籠学級                              | 真柴真                    | スクウェア・エニックス |
| 2009年9月11日    | アダチケイジ大全集 The DRIFTERS       | アダチケイジ              | 講談社 - アダチケイジ  |
| 2009年9月18日    | もう、しませんから。                  | 西本英雄                  | 講談社 - 西本英雄      |
| 2009年10月16日   | 芋虫                                  | 江戸川乱歩 丸尾末広       | エンターブレイン       |
| 2009年10月23日   | もずく、ウォーキング!                 | 施川ユウキ                | 秋田書店 - 施川ユウキ  |
| 2009年10月30日   | 並木橋通りアオバ自転車店              | 宮尾岳                    | 少年画報社             |
| 2009年11月6日    | にゃんこい!                           | 藤原里                    | フレックスコミックス   |
| 2009年11月13日   | アカギ 〜闇に降り立った天才〜         | 福本伸行                  | 竹書房 - 馬場裕一      |
| 2009年11月20日   | おんたま!                             | 前田登 吉井ダン           | ワニブックス - 前田登  |
| 2009年11月27日   | 殿といっしょ                          | 大羽快                    | メディアファクトリー   |
| 2009年12月4日    | フランケン・ふらん                    | 木々津克久                | 秋田書店               |
| 2009年12月11日   | ちはやふる                            | 末次由紀                  | 講談社                 |

| 2010年作品リスト | 2010年作品リスト                                         | 2010年作品リスト               | 2010年作品リスト                         |
| 日時             | 取り上げた作品                                           | 作品原作者                     | 紹介者                                   |
| ---------------- | -------------------------------------------------------- | ------------------------------ | ---------------------------------------- |
| 2010年1月8日     | モテずに死ねるか! 完全版                                 | 花津ハナヨ                     | 朝日新聞出版 - 花津ハナヨ                |
| 2010年1月22日    | ポテン生活                                               | 木下晋也                       | 講談社 - 木下晋也                        |
| 2010年2月5日     | ギャグ漫画家大喜利バトル!!(DVD)                          |                                | おおひなたごう - 上野顕太郎 - 見ル野栄司 |
| 2010年2月12日    | 極☆漫                                                    | 横山了一                       | 秋田書店 - 横山了一                      |
| 2010年2月26日    | ささめきこと                                             | いけだたかし                   | メディアファクトリー                     |
| 2010年3月19日    | 正義警官モンジュ                                         | 宮下裕樹                       | 小学館 - 宮下裕樹                        |
| 2010年4月2日     | カイタン                                                 | 木崎拓史                       | 講談社                                   |
| 2010年4月9日     | たたかえ! WACちゃん                                      | 花津ハナヨ                     | 芳文社 - 花津ハナヨ                      |
| 2010年4月16日    | 月刊ヤングマガジン                                       |                                | 講談社                                   |
| 2010年4月23日    | セクシーDANSU☆GAI ユビキタス大和                         | ルノアール兄弟                 | ルノアール兄弟                           |
| 2010年5月7日     | nude～AV女優みひろ誕生物語～                             | みひろ オジロマコト            | みひろ                                   |
| 2010年5月21日    | たいようのマキバオー                                     | つの丸                         | つの丸                                   |
| 2010年5月28日    | 部室のドワーフちゃん                                     | 仏さんじょ                     | ジャイブ                                 |
| 2010年6月4日     | PEEPO CHOO ピポチュー                                    | フェリーペ・スミス             | フェリーペ・スミス                       |
| 2010年6月11日    | 電脳遊戯クラブ                                           | 小笠原真                       | 小学館                                   |
| 2010年7月2日     | チェーザレ 破壊の創造者                                  | 惣領冬実 原基晶                | 講談社                                   |
| 2010年7月9日     | 湯けむりスナイパー                                       | ひじかた憂峰 松森正            | 実業之日本社                             |
| 2010年7月23日    | むすんでひらいて                                         | 水瀬マユ                       | マッグガーデン社                         |
| 2010年8月6日     | よしもと芸人の超怖な話                                   | 水口尚樹 松永マツイ            | 小学館                                   |
| 2010年8月13日    | あやしい男と失恋（ヤ）ってきました。今夜も泣き寝入り     | 小沢カオル                     | 秋田書店 - 小沢カオル                    |
| 2010年8月20日    | 大菩薩峠                                                 | 中里介山 ふくしま政美 大西祥平 | 松文館 - 江波じょうじ - 下條よしあき     |
| 2010年8月27日    | するめいか                                               | ルーツ                         | 幻冬舎コミックス - ルーツ                |
| 2010年9月3日     | 当て屋の椿                                               | 川下寛次                       | 白泉社                                   |
| 2010年9月10日    | オルレリアンの騎士姫                                     | 神月凛                         | 神月凛                                   |
| 2010年9月17日    | お母ちゃんとおもしゃい東京ぐらし                         | さちみりほ                     | さちみりほ                               |
| 2010年9月24日    | セックスなんか興味ない バーバ・ヤガー うそつきパラドクス | きづきあきら サトウナンキ      | 小学館 - メディアファクトリー - 白泉社   |
| 2010年10月1日    | 彼と彼女の（オタク）2                                    | 村山渉                         | 幻冬舎                                   |
| 2010年10月8日    | ナナとカオル                                             | 甘詰留太                       | 白泉社                                   |
| 2010年10月22日   | おとめ妖怪 ざくろ                                        | 星野リリィ                     | 幻冬舎コミックス - アニプレックス        |
| 2010年10月29日   | 月刊コミックゼノン                                       |                                | コアミックス - 堀江信彦                  |
| 2010年11月5日    | 恋愛漫画家                                               | 桜木さゆみ                     | 桜木さゆみ                               |
| 2010年11月12日   | あまくこわれる おんがく                                  | 長谷部百合                     | 秋田書店 - 長谷部百合                    |
| 2010年11月19日   | 情熱のアレ                                               | 花津ハナヨ                     | 花津ハナヨ                               |
| 2010年11月26日   | 花婿の約束                                               | 百瀬なつ                       | ハーレクイン - 百瀬なつ                  |
| 2010年12月3日    | 今日のあすかショー                                       | モリタイシ                     | 小学館 - モリタイシ                      |
| 2010年12月10日   | ネイチャージモン                                         | 寺門ジモン 刃森尊              | みひろ                                   |
| 2010年12月17日   | それでも町は廻っている                                   | 石黒正数                       | 少年画報社                               |

## ゲスト
| 2008年配信リスト | 2008年配信リスト | 2008年配信リスト | 2008年配信リスト |
| 日時             | ゲスト(芸人)     | ゲスト           | 備考             |
| ---------------- | ---------------- | ---------------- | ---------------- |
| 2008年12月22日   | 品川祐(品川庄司) |                  | 品川祐は電話出演 |

| 2009年配信リスト | 2009年配信リスト                                                           | 2009年配信リスト                | 2009年配信リスト |
| 日時             | ゲスト(芸人)                                                               | ゲスト                          | 備考 |
| ---------------- | -------------------------------------------------------------------------- | ------------------------------- | --- |
| 2009年3月30日    |                                                                            | カネコアツシ                    | |
| 2009年5月4日     |                                                                            | 美内すずえ                      | よしもとオンライン×花とゆめ コラボ特集 |
| 2009年6月19日    | チーモンチョーチュウ                                                       |                                 | |
| 2009年6月26日    | 桜 稲垣早希                                                                | 氷川竜介                        | 『ヱヴァンゲリヲン新劇場版：破』公開前夜スペシャル 稲垣早希は電話出演                                                                        |
| 2009年7月3日     | 安達健太郎(カナリア)                                                       |                                 | ヱヴァンゲリヲンコスプレコンテスト結果発表                                                                                                   |
| 2009年7月10日    | 椿鬼奴                                                                     | 葉月京 ふなつ一輝               | |
| 2009年7月17日    | チョコレートプラネット                                                     |                                 | |
| 2009年7月24日    | ミルククラウン                                                             |                                 | |
| 2009年7月31日    | ブロードキャスト                                                           |                                 | |
| 2009年8月7日     | ロシアンモンキー                                                           |                                 | |
| 2009年8月14日    | アームストロング                                                           | ゆきち先生                      | |
| 2009年8月21日    | マキシマムパーパーサム 桜 稲垣早希 ネゴシックス 竹若元博(バッファロー吾郎) |                                 | ネタバレ注意！ヱヴァンゲリヲン新劇場版：破を語る！ 稲垣早希・ネゴシックス・竹若元博はVTR出演                                                 |
| 2009年8月28日    | トレンディエンジェル                                                       |                                 | |
| 2009年9月4日     | イシバシハザマ                                                             |                                 | |
| 2009年9月11日    | 大好物                                                                     | アダチケイジ                    | |
| 2009年9月18日    | ものいい                                                                   | 西本英雄                        | |
| 2009年9月25日    | タカダ・コーポレーション                                                   | 青木琴美                        | |
| 2009年10月2日    | 次長課長 麒麟                                                              | さとう里香                      | 次長課長・さとう里香はニコニコ動画「とりあえず生中（仮）」&Yahoo!バラエティ「よしもとオンライン」のコラボ企画で共演 麒麟は両番組にゲスト出演 |
| 2009年10月9日    | 5GAP                                                                       | 雷句誠                          | |
| 2009年10月16日   | ピース                                                                     |                                 | |
| 2009年10月23日   | 2700                                                                       | 施川ユウキ                      | |
| 2009年10月30日   | グランジ                                                                   |                                 | |
| 2009年11月6日    | インポッシブル                                                             |                                 | |
| 2009年11月13日   | 囲碁将棋                                                                   | 原哲夫 次原隆二 北条司 馬場裕一 | 原哲夫・次原隆二・北条司はVTR出演 |
| 2009年11月20日   | エリートヤンキー 前田登(はりけ〜んず)                                      |                                 | |
| 2009年11月27日   | マヂカルラブリー                                                           |                                 | |
| 2009年12月4日    | LLR                                                                        |                                 | |
| 2009年12月11日   | 若月                                                                       |                                 | |
| 2009年12月18日   | ライス 囲碁将棋 山田カントリー 畑中しんじろう オオカミ少年 ジューシーズ    |                                 | 9期生 わだかまりSP |
| 2009年12月25日   | ガリバートンネル メルヘン倶楽部 DH億 ブレーメン 蛸あげ フレンチブルドッグ  |                                 | 1O期生 大プレゼンSP |

| 2010年配信リスト | 2010年配信リスト                                                                          | 2010年配信リスト                            | 2010年配信リスト                                                                 |
| 日時             | ゲスト(芸人)                                                                              | ゲスト                                      | 備考                                                                             |
| ---------------- | ----------------------------------------------------------------------------------------- | ------------------------------------------- | -------------------------------------------------------------------------------- |
| 2010年1月8日     | こりゃめでてーな                                                                          | 花津ハナヨ                                  |                                                                                  |
| 2010年1月16日    | 土肥ポン太 ソラシド ピクニック                                                            |                                             |                                                                                  |
| 2010年1月22日    | ガリットチュウ                                                                            | 木下晋也                                    |                                                                                  |
| 2010年1月29日    | 田畑藤本                                                                                  | 本そういち こしばてつや 菅田うり 宇和川恵美 | 本・こしば・菅田・宇和川はBe Smile Projectとして出演                             |
| 2010年2月5日     | ピース                                                                                    | おおひなたごう 上野顕太郎 見ル野栄司        |                                                                                  |
| 2010年2月12日    | 初恋タロー                                                                                | 横山了一                                    |                                                                                  |
| 2010年2月26日    | パンサー                                                                                  |                                             |                                                                                  |
| 2010年3月5日     | こりゃめでてーな シューレスジョー スリムクラブ ジョイマン BAN BAN BAN 若月 キャベツ確認中 |                                             | 地獄の8期生SP                                                                    |
| 2010年3月12日    | 竹若元博(バッファロー吾郎)                                                                | 藤沢とおる 峰なゆか 唐木元                  | マンガ大賞2010SP                                                                 |
| 2010年3月19日    | チーモンチョーチュウ                                                                      | 宮下裕樹                                    |                                                                                  |
| 2010年4月2日     | ラフ・コントロール                                                                        |                                             |                                                                                  |
| 2010年4月9日     | カナリア                                                                                  | 花津ハナヨ                                  |                                                                                  |
| 2010年4月16日    | アームストロング                                                                          |                                             |                                                                                  |
| 2010年4月23日    | 佐久間一行 ピクニック                                                                     | ルノアール兄弟                              |                                                                                  |
| 2010年4月30日    | ケンドーコバヤシ ネゴシックス                                                             |                                             | ヱヴァンゲリヲン新劇場版：破 Blu-ray&DVDプロモーション語りバトル                 |
| 2010年5月7日     | 御茶ノ水男子                                                                              | みひろ                                      |                                                                                  |
| 2010年5月14日    | 佐久間一行 ピクニック 鉄拳 増谷キートン 永井佑一郎 若井おさむ もう中学生 姫ちゃん         |                                             | ピン芸人SP                                                                       |
| 2010年5月21日    | クレオパトラ                                                                              | つの丸                                      |                                                                                  |
| 2010年5月28日    | ジューシーズ                                                                              |                                             | 「ヱヴァンゲリヲン新劇場版：破 Blu-ray&DVDプロモーション語りバトル」の投票結果   |
| 2010年6月4日     | チョコレートプラネット                                                                    | フェリーペ・スミス                          |                                                                                  |
| 2010年6月11日    | ライス                                                                                    |                                             |                                                                                  |
| 2010年6月18日    | あべこうじ 楽しんご                                                                       | 高橋洋子                                    | エヴァ企画～新世紀エヴァンゲリヲン主題歌の秘密に迫る～                           |
| 2010年6月25日    | イシバシハザマ                                                                            | 水波風南                                    |                                                                                  |
| 2010年7月2日     | サカイスト                                                                                |                                             |                                                                                  |
| 2010年7月9日     | POISON GIRL BAND                                                                          |                                             |                                                                                  |
| 2010年7月16日    | 囲碁将棋 マキシマムパーパーサム                                                           |                                             | 「エヴァンゲリヲン実物大初号機建造計画」レポート マキシマムパーパーサムはVTR出演 |
| 2010年7月23日    | じゃぴょん                                                                                |                                             |                                                                                  |
| 2010年7月30日    | ゆったり感                                                                                | 日向泉                                      | ヤングマガジン30周年記念SP                                                       |
| 2010年8月6日     | ボルサリーノ                                                                              |                                             |                                                                                  |
| 2010年8月13日    | 東京ダイナマイト                                                                          | 小沢カオル                                  |                                                                                  |
| 2010年8月20日    | 水玉れっぷう隊                                                                            | 江波じょうじ 下條よしあき                   |                                                                                  |
| 2010年8月27日    | 2丁拳銃                                                                                   | ルーツ                                      |                                                                                  |
| 2010年9月3日     | ハリガネロック                                                                            |                                             |                                                                                  |
| 2010年9月10日    | 上海ドール                                                                                | 神月凛                                      |                                                                                  |
| 2010年9月17日    | モンスターエンジン                                                                        | さちみりほ                                  |                                                                                  |
| 2010年9月24日    | とろサーモン                                                                              |                                             |                                                                                  |
| 2010年10月1日    |                                                                                           | うめ                                        |                                                                                  |
| 2010年10月8日    |                                                                                           | 倉科遼                                      |                                                                                  |
| 2010年10月22日   |                                                                                           | 豊永利行 宮野真守                           |                                                                                  |
| 2010年10月29日   |                                                                                           | 堀江信彦                                    | 激論！マンガサミット                                                             |
| 2010年11月5日    | ボーイフレンド 水野透(リットン調査団)                                                     | 桜木さゆみ                                  |                                                                                  |
| 2010年11月12日   | ハンマミーヤ                                                                              | 長谷部百合                                  |                                                                                  |
| 2010年11月19日   | ジャルジャル                                                                              | 花津ハナヨ                                  |                                                                                  |
| 2010年11月26日   | 少年感覚                                                                                  | 百瀬なつ あやまんJAPAN                      |                                                                                  |
| 2010年12月3日    | スパイク 高森敬太(初恋タロー)                                                             | モリタイシ 岩谷テンホー                     | 岩谷テンホーはVTR出演                                                            |
| 2010年12月10日   |                                                                                           | 神山健治 みひろ                             | 特集！監督 神山健治                                                              |
| 2010年12月10日   | KBBY 高森敬太(初恋タロー)                                                                 |                                             |                                                                                  |